# Vinay, Marne

Vinay este o comună în departamentul Marne, Franța. În 2009 avea o populație de 522 de locuitori.